# Астрономічна навігація
Астрономічна навігація, також відома як небесна навігація — практика фіксації власного положення за допомогою спостережень за зірками та іншими небесними тілами, яка дозволяє навігатору точно визначити їх фактичне поточне фізичне положення на небі. В сучасності це є комплексом методів визначення навігаційних параметрів об'єкта, заснований на використанні електромагнітного випромінювання астрономічних об'єктів. Застосовується для визначення курсу і навігаційних координат наземних об'єктів, а також для визначення орієнтації космічних літальних апаратів в складі астроінерціальної навігаційної системи.
Найпростіші методи астрономічної навігації застосовуються людьми на Землі для орієнтування на невідомій місцевості, оскільки для їх використання не потрібно ніяких приладів. У Північній півкулі, наприклад, напрямок на північ можна дізнатися за розташуванням на небосхилі Полярної зорі, а за положенням Сонця опівдні можна приблизно визначити напрямок на південь. Один з головних недоліків астрономічної наземної навігації — залежність від хмарності.

Використання секстанта для визначення піднесення сонця над горизонтом

Раніше астрономічна навігація була основним способом визначення координат і курсу морських суден, з використанням таких приладів як секстант і хронометр. Зараз у морській та повітряній навігації астрономічна навігація практично повністю замінена супутниковими навігаційними системами, але через високий ступінь автономності, є резервною.
У недалекому майбутньому розробники космічних апаратів збираються використовувати методи супутникових навігаційних систем в астрономічної навігації, приймаючи рентгенівське випромінювання від пульсарів.

## Принцип визначення координат

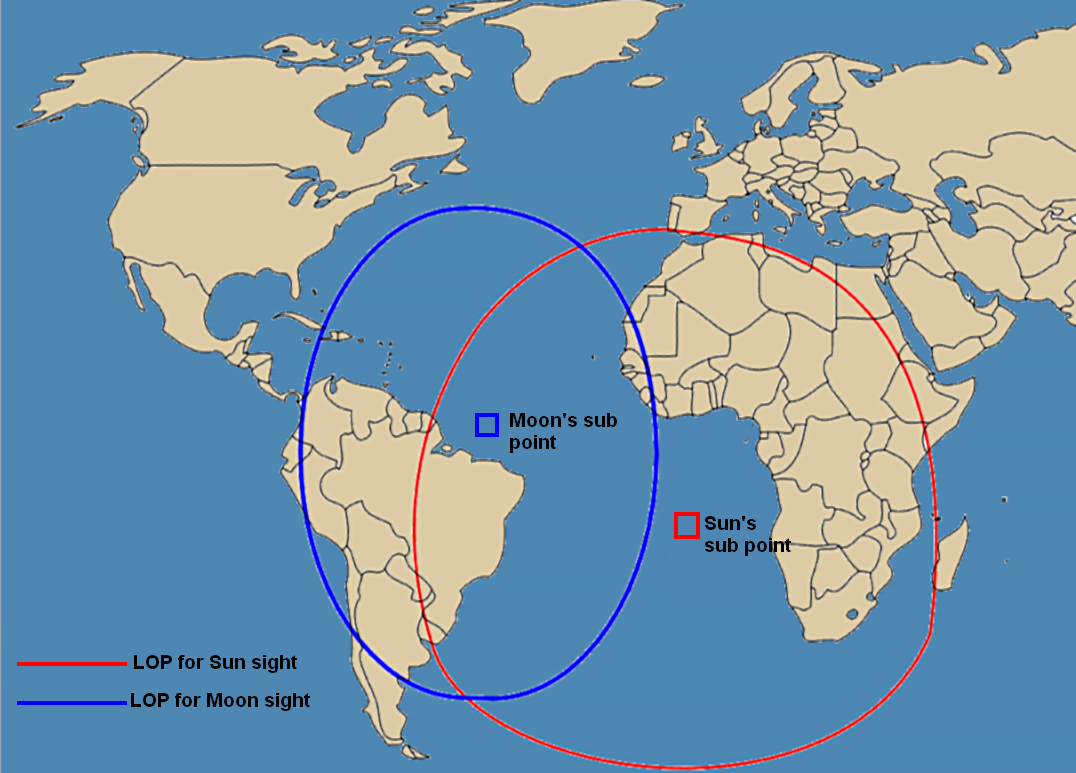
Визначення координат шляхом одночасних спостережень Сонця і Місяця: синім показано коло рівних висот Місяця, червоним — Сонця.

Існує кілька методів визначення географічних координат — широти і довготи — за допомогою астрономічних спостережень. Деякі з них були розроблені століття назад, застаріли і становлять лише історичний інтерес (наприклад, запропонований 1612 року Галілеєм спосіб визначення довготи шляхом спостереження за супутниками Юпітера, а також метод місячних дистанцій (Johannes Werner, 1514). Інші, розроблені пізніше, вийшли з професійного вжитку нещодавно (десятиліття тому — з появою систем супутникової навігації). До таких методів належать метод визначення довготи з використанням секстанта й хронометра, метод вимірювання по меридіану і метод рівних висот світил. 

### Метод рівних висот світил
Вимірюють висоти двох різних світил (у сутінках — двох зір чи планет або однієї зорі й планети чи Місяця; удень — Сонця й Місяця). Для кожного вимірювання записується його час. Точки земної поверхні, які відповідають виміряним висотам обох світил у відповідні моменти, утворюють на поверхні Землі два кола (одне для кожного світила). Їх називають лініями положення або колами рівних висот. Точки перетину ліній і є шуканим місцезнаходженням спостерігача (таких точок дві, але зазвичай вони розташовані досить далеко одна від одної, тож невизначеності вибору однієї з них не виникає).
Щоправда, побудова кіл рівних висот на меркаторовій мапі неможлива через неминучі для цієї картографічних проєкцій викривлення. Повністю кола рівних висот можна нанести тільки на глобус, однак, у такому випадку координати точок перетину будуть відомі з невисокою точністю. У зв'язку з цим в астрономічній навігації й практичній астрономії застосовують наближені методи — метод Сомнера і метод переносів (метод Сент-Ілера), в яких замість суцільних ліній на меркаторской мапі будують фрагменти січних (у методі Сомнера) або дотичних (у методі переносів) ліній до кіл рівних висот.
Якщо вдень видно лише Сонце, то можна зробити два виміри його висоти через деякий проміжок часу. Оскільки Сонце рухається по небу, то ці два виміри будуть еквівалентні вимірам висоти двох різних світил.
Якщо потрібно визначити координати рухомого судна, то потрібно робити поправки на передбачуваний рух судна за час між двома вимірами світил (їх обчислюють на підставі швидкості й курсу судна).
У практичному сенсі, для визначення координат спостерігача засобами астронавігації потрібен такий набір інструментів і довідників: 1) точний хронометр для вимірювання часу, 2) секстант для вимірювання кутів на небесній сфері, 3) альманах, або довідник астрономічних ефемерид з координатами небесних тіл, попередньо обчислених на потрібний час, 4) редукційні таблиці для спрощення розрахунку висоти й азимута світила, що зводять усі дії до складання й віднімання, 5) географічна карта. Саме таким набором користувалися навігатори морських суден до розвитку радіонавігації й супутникової навігації; у досвідченого навігатора весь процес, включаючи астрономічні спостереження й розрахунки, займав кілька хвилин. Пізніше замість друкованого довідника астрономічних ефемерид з'явилася можливість застосовувати комп'ютерні програми, а замість редукційних таблиць — калькулятор або комп'ютер.

### Навігаційний трикутник
Одним з методів визначення координат є вирішення навігаційного трикутника, званого також паралактичним трикутником або PZX-трикутником. При одночасно відомих напрямках на полюс (Р), на Зеніт (Z) і на будь-яке світило (X) пошук відповідних координат точки на земній кулі дає єдину відповідь.

## Астровізирування
Астровізирування — процес спостереження картини зоряного неба, за допомогою астровізира, зазвичай встановленого на гіроплатформі, порівняння отриманої картини з очікуваною й обчислення поправок, що компенсують накопичуються помилки основних засобів вимірювання (гіроплатформи)
Астровізирування — один зі способів компенсації власних помилок системи управління ракетою. Астровізирування зазвичай проводиться на пасивній ділянці польоту, через те, що працюючі ракетні двигуни дають сильні збурення, які знижують точність вимірювання. Крім ракет також застосовується на літаках, на космічних літальних апаратах, на підводних човнах.